# Cantone di Sainte-Fortunade
Il Cantone di Sainte-Fortunade è una divisione amministrativa dell'arrondissement di Tulle.
È stato costituito a seguito della riforma approvata con decreto del 24 febbraio 2014, che ha avuto attuazione dopo le elezioni dipartimentali del 2015.

## Composizione
Comprende i 23 comuni di:
- Champagnac-la-Prune
- Chanac-les-Mines
- Le Chastang
- Clergoux
- Cornil
- Espagnac
- Eyrein
- Gros-Chastang
- Gumond
- Ladignac-sur-Rondelles
- Lagarde-Enval
- Laguenne
- Marc-la-Tour
- Pandrignes
- La Roche-Canillac
- Saint-Bazile-de-la-Roche
- Saint-Bonnet-Avalouze
- Saint-Martial-de-Gimel
- Saint-Martin-la-Méanne
- Saint-Pardoux-la-Croisille
- Saint-Paul
- Saint-Priest-de-Gimel
- Sainte-Fortunade